# Licó de Troas
Licó de Troas (grec antic: Λύκων, llatí: Lycon), fill d'Astiànax, fou un distingit filòsof peripatètic deixeble d'Estrató de Làmpsac, al qual va succeir al capdavant de l'escola peripatètica l'any 272 aC (127ª olimpíada) i va exercir el càrrec durant 44 anys. Va morir de gota a 74 anys.
Va residir a Pèrgam sota patronatge del rei Èumenes I de Pèrgam i després d'Àtal I de Pèrgam. Antígon II Gònates, rei de Macedònia, va intentar que anés a la seva cort, però no se'n va sortir.
Va ser famós per la seva eloqüència i per la seva habilitat en educar els joves. Dedicava gran atenció tant al cos com a la ment, practicant sempre exercicis atlètics. Durant part de la seva vida va ser rival de Jerònim de Rodes, un altre famós filòsof considerat també un peripatètic.
Entre les seves obres hi havia una que tractava sobre el caràcter de les persones, similar a l'obra Caràcters de Teofrast, de la qual Rutili Llop en va preservar uns fragments, sense donar-ne el títol. Segons Ciceró i Climent d'Alexandria, també va escriure una obra sobre els límits entre els déus i els dimonis (entre el bé i el mal), i Luci Apuleu cita una altra obra seva sobre la naturalesa dels animals.